# Верещівка (присілок)
Верещівка (рос. Верещовка) — присілок в Дятьковському районі Брянської області Російської Федерації.
Населення становить 9 осіб. Входить до складу муніципального утворення Дятьковське міське поселення.

## Історія
Від 2005 року входить до складу муніципального утворення Дятьковське міське поселення.

## Населення
| 2010 | 2013 |
| ---- | ---- |
| 0    | ↗9   |